# Anka Pađen
Anka Pađen (Crno, kraj Crikvenice, 9. siječnja 1924. — Karlovac, 10. ožujka 1945.) bila je sudionica Narodnooslobodilačke borbe i narodna heroina Jugoslavije.

## Životopis
Rođena je 9. siječnja 1924. godine u selu Crnom kraj Crikvenice.
S nepunih trinaest godina pošla je iz svog rodnog sela da radi u Bribiru, kako bi zaradom pomogla bolesnome ocu i majci da prežive. Pomagala je u kući jedne krojačice. Rat ju je zatekao u Crikvenici gdje se zaposlila 1940. godine kao konobarica.
S Narodnooslobodilačkim pokretom počela je surađivati od prvih dana oružanog ustanka. U proljeće 1942. godine, zatražila je da pođe u partizane, te se pridružila borcima Ledeničke čete. Uskoro je zatražila od zapovjednika čete da pođe u bataljun „Ljubica Gerovac“ zapovjednika Srđana Uzelca, koji je u to vrijeme vodio žestoke bitke po Lici.
Kada je u listopadu 1942. godine bila osnovana Šesta udarna brigada NOV-a Hrvatske, Anka se nalazila u njenoj Prvoj četi Četvrtog omladinskog bataljuna. Početkom 1943. godine, zatražila je da bude premještena iz Četvrtog omladinskog u Drugi udarni bataljun.
U veljači 1943. godine, nakon teških borbi na Veljunu, Preboju i Ljubovu, postala je zapovjednica voda. Nekoliko dana kasnije, zajedno s još nekolicinom skojevaca-bombaša bila je primljena je u članstvo Komunističke partije Jugoslavije. Poslije nekoliko mjeseci, bila je postavljena za zapovjednicu čete.
Kada se, u siječnju 1944. godine vodila bitka za ranjenike kod Drežnice, Anka je, jurišajući sa svojom četom, bila ranjena i ostala bez lijeve šake. U svibnju 1944., u Drvaru na Drugom kongresu USAOJ-a, bila je izabrana za članicu Centralnog odbora USAOJ-a.
Krajem 1944. godine, bila je unaprijeđena u čin poručnice i poslana na rad kao obavještajna časnica u zapovjedništvo Primorsko-goranskog područja. Uskoro je ponovno zatražila da se vrati u četu.
Poginula je 10. ožujka 1945. godine, kao pripadnica 43. istarske divizije, u borbi s ustašama za oslobođenje Karlovca. 
Ukazom Prezidija Narodne skupštine Federativne Narodne Republike Jugoslavije, 20. prosinca 1951. godine, proglašena je za narodnu heroinu.